# Етова (Оклахома)
Етова (англ. Etowah) — місто (англ. town) в США, в окрузі Клівленд штату Оклахома. Населення — 159 осіб (2020).

## Географія
Етова розташована за координатами 35°7′33″ пн. ш. 97°10′13″ зх. д. / 35.12583° пн. ш. 97.17028° зх. д. (35.125933, -97.170400).  За даними Бюро перепису населення США в 2010 році місто мало площу 5,32 км², з яких 5,32 км² — суходіл та 0,01 км² — водойми.

## Демографія
Згідно з переписом 2010 року, у місті мешкали 92 особи в 40 домогосподарствах у складі 25 родин. Густота населення становила 17 осіб/км².  Було 50 помешкань (9/км²).
Расовий склад населення:
| - 93,5 % — білих - 2,2 % — корінних американців - 1,1 % — азіатів |

До двох чи більше рас належало 3,3 %. Частка іспаномовних становила 0,0 % від усіх жителів.
За віковим діапазоном населення розподілялося таким чином: 20,7 % — особи молодші 18 років, 65,2 % — особи у віці 18—64 років, 14,1 % — особи у віці 65 років та старші. Медіана віку мешканця становила 46,6 року. На 100 осіб жіночої статі у місті припадало 124,4 чоловіків;  на 100 жінок у віці від 18 років та старших — 128,1 чоловіків також старших 18 років.
Середній дохід на одне домашнє господарство  становив 61 186 доларів США (медіана — 43 250), а середній дохід на одну сім'ю — 78 205 доларів (медіана — 68 333). За межею бідності перебувало 15,3 % осіб, у тому числі 15,4 % дітей у віці до 18 років та 5,9 % осіб у віці 65 років та старших.
Цивільне працевлаштоване населення становило 37 осіб. Основні галузі зайнятості: роздрібна торгівля — 27,0 %, публічна адміністрація — 16,2 %, освіта, охорона здоров'я та соціальна допомога — 10,8 %, виробництво — 8,1 %.